# آلاویووس
آلاویووس (ظاهر شده در سده چهارم پس از میلاد) یک هم پادشاه (هم پادشاه با فریتیگرن) از شاخۀ تروینگیان بود. او به همراه فریتیگرن رهبری مهاجرت تروینگیان را از داکیه با گذر از دانوب به داخل امپراتوری روم در سدۀ چهارم را بر عهده داشت. با رسیدن گوت ها به درون امپراتوری روم، با موجی فراگیر از قحطی مواجه شدند که بنا بر گزارش ها، برخی از پدر و مادران برای جلوگیری از گرسنگی، حتی فرزندان خود را در ازای گوشت سگ پوسیده شده به بردگی فروختند. در سال 376، لوپیکینوس، وکیل و نایب والنس آلاویووس و فریتیگرن را به یک ضیافت دعوت کرد تا در مورد تدارکات مردم خود بحث کنند، جایی که آلاویووس در آن کشته شد. از طرفی دیگر فریتیگرن موفق شد تا از آن ضیافت گریخته، و مردم خود را برای یک قیام تحریک بکند، که با پیروزی قاطع گوت ها در نبرد آدریانوپل به اوج خود رسید.